# Vittoria Bianco
Vittoria Bianco, née le 7 octobre 1995 à Putignano, est une nageuse handisport italienne concourant en S9 pour les athlètes avec un handicap à un membre ou un problème de coordination.

## Carrière
Le premier jour des Jeux paralympiques d'été de 2024, elle remporte le bronze sur le 400 m nage libre S9.

## Palmarès

### Jeux paralympiques
- médaille d'or du 4 x 100 m nage libre 34 pts aux Jeux paralympiques d'été de 2020 à Tokyo
- médaille de bronze du 400 m nage libre S9 aux Jeux paralympiques d'été de 2024 à Paris

### Championnats d'Europe
- médaille de bronze du 400 m nage libre S9 aux Championnats d'Europe de natation handisport 2024 à Funchal